# Каменка (Шенталинский район)
Ка́менка (чув. Чулçырма) — село в Шенталинском районе Самарской области. Административный центр сельского поселения Каменка.

## Этимология
Название поселения имеет прямой перевод с чувашского наименования Чулçырма — каменный овраг.

## География
Село находится на расстоянии примерно 11 км (по прямой) к востоку от станции Шентала, административного центра района.

### Часовой пояс
Село Каменка, как и вся Самарская область, находится в часовой зоне МСК+1. Смещение применяемого времени относительно UTC составляет +4:00.

## История
Село основано в 1757 году ясашными чувашами.

## Население
| 2010 |
| ---- |
| 528  |

### Национальный состав
Согласно результатам переписи 2002 года, в национальной структуре населения чуваши составляли 88 % из 569 чел.